# Тревизо (округ)
Округ Тревизо (итал. Provincia di Treviso) је округ у оквиру покрајине Венето у североисточној Италији. Седиште округа покрајине и највеће градско насеље је истоимени град Тревизо.
Површина округа је 2.476 km², а број становника 874.748 (2008. године).

## Природне одлике
Округ Тревизо се налази у северном делу државе, без излаза на море. Јужна половина округа је равничарског карактера, у области Падске низије. Северни део чине нише планине предалпског појаса, тзв. Доломити. Најважнији водоток у округу је река Пјава, која протиче његовом средином.

## Становништво
По последњим проценама из 2008. године у округу Тревизо живи више више од 870.000 становника. Густина насељености је изузетно велика, преко 350 ст/км². Посебно је густо насељено подручје око града Тревиза.
Поред претежног италијанског становништва у округу живе и велики број досељеника из свих делова света.

## Општине и насеља
У округу Тревизо постоји 95 општина (итал. Comuni).
Најважније градско насеље и седиште округа је град Тревизо (82.000 ст.), који са предграђима окупља више од трећине окружног становништва. Други по велиини град је Конељано (36.000 ст.) на северу, а трећи Кастелфранко Венето (33.000 ст.) на западу округа.